# 日本航空電子工業
日本航空電子工業株式会社（にほんこうくうでんしこうぎょう、英: Japan Aviation Electronics Industry, Limited）は、電子部品メーカー。コネクタ業界国内大手。本社を東京都渋谷区に、事業所を東京都昭島市に置く。東京証券取引所プライム市場上場。

## 概要
コネクタ事業、インターフェース・ソリューション事業（車載用タッチパネル、産業機器用操作パネル等）、航機事業（航空・宇宙用の電子機器・電子部品、民間市場向けの応用製品）を手がける。
社名の由来は『戦後間もない1953年、来るべき日本のアビエーションエレクトロニクス産業の発展を夢見て「日本航空電子工業株式会社」という社名にてスタートしました（当社ホームページより）。』なお、社名が「日本航空（JAL）」と似ているため、JALグループと混同される事があるが、資本関係は全く無い。
社名の英語表記「Japan Aviation Electronics」から、「JAE」と略される。また、日本国内では「航空電子」とも略称され、「航空電子ロゴ」が併用されているほか、株式銘柄の略称も「航空電子」が使用されている。かつては「日航電」という略称が使用されていた。

## 主な製品
- コネクタ事業 - 外部インターフェースコネクタ、基板対基板コネクタ、丸型コネクタ、角型コネクタ、カード・メモリー用コネクタ、充放電プラグなど
- インターフェース・ソリューション事業 - 静電タッチパネル、パネルスイッチ、ティーチングペンダント、医療器パネルなど
- 航機事業 - 加速度計、ジャイロ、慣性機器、カメラスタビライザー、リニアモーターなど
- 小型高性能アンテナ

## 沿革
- 1953年（昭和28年）
  - 1月 - 東京都中央区に日本航空エレクトロニクス株式会社として設立。
  - 8月 - 商号を日本航空電子工業株式会社に変更。本店を東京都港区に移転し、営業活動を開始。
- 1954年（昭和29年）8月 - 神奈川県川崎市に工場を設置。航空機用電子機器の修理、オーバーホールを開始。
- 1955年（昭和30年）8月 - コネクタの製造開始。
- 1961年（昭和36年）
  - 4月 - 昭島工場（現・昭島事業所）完成、川崎市（玉川工場内）より移転。
  - 5月 - 本店を東京都渋谷区に移転。
  - 8月 - 航空機用自動操縦装置、ジャイロ機器、燃料計、液体酸素量計等の製造開始。
- 1971年（昭和46年）8月 - 慣性航法装置の製造開始。
- 1973年（昭和48年）4月 - 東京証券取引所市場第二部へ上場。
- 1975年（昭和50年）9月 - 株式会社富士工業の株式を100％取得。
- 1977年（昭和52年）3月 - ゼット・マーケティング・カンパニー（現・JAE Electronics,Inc.　連結子会社）を設立。
- 1979年（昭和54年）3月 - 弘前航空電子株式会社を設立（現・連結子会社）。
- 1980年（昭和55年）9月 - 東京証券取引所市場第一部へ上場。
- 1984年（昭和59年）7月 - JAE Taiwan,Ltd. を設立（現・連結子会社）。
- 1986年（昭和61年）4月 - 信州航空電子株式会社を設立（現・連結子会社）。
- 1987年（昭和62年）5月 - 八紘電業株式会社（現・JAE八紘）の株式60％を取得。
- 1988年（昭和63年）
  - 6月 - 富士工業を山形航空電子株式会社（現・連結子会社）に商号変更。同時に、富士航空電子株式会社（現・連結子会社）を分離し、設立。
  - 10月 - JAE Oregon,Inc. を設立（現・連結子会社）。
- 1991年（平成3年）
  - 7月 - ミサイル部品をイランに不正輸出したとして、元社長ら幹部四人が外国為替管理法違反などの容疑で逮捕（日本航空電子工業不正輸出事件）。
  - 12月 - ニッコー・ロジスティクス株式会社（当社出資60％）を設立。
- 1994年（平成6年）4月 - JAE Hong Kong,Ltd. （現・連結子会社）を設立。
- 1996年（平成8年）
  - 1月 - JAE Korea,Inc. を設立（現・連結子会社）。
  - 6月 - JAE Philippines,Inc. を設立（現・連結子会社）。
- 2001年（平成13年）7月 - JAE Wuxi Co.,Ltd. を設立（現・連結子会社）。
- 2002年（平成14年）3月 - JAE Wujiang Co., Ltd. を設立（現・連結子会社）。
- 2003年（平成15年）
  - 6月 - JAE Shanghai Co., Ltd. を設立（現・連結子会社）。
  - 8月 - 八紘電業株式会社（現・JAE八紘。連結子会社）の株式を100％取得。
- 2004年（平成16年）2月 - ニッコー・ロジスティクス株式会社の株式を100％取得（現・連結子会社）。
- 2013年（平成25年）10月 - 防衛省による企業の会計制度の信頼性等を確認するための調査（制度調査）にて、工数付け替えによる不正行為を行っていたことが発覚[1]。
- 2017年（平成29年）1月 - 筆頭株主であった日本電気が株式公開買付けにより株式を追加取得した結果、議決権所有割合が50.77％となり、親会社となる[2]。
- 2022年（令和4年）4月 - 東京証券取引所の市場区分見直しに伴い、プライム市場に移行。
- 2024年（令和6年）1月 - 日本電気が保有株式の一部を売却し、これについて日本航空電子側はTOBをおこない、TOB実施後は日本電気の持分法適用会社となる[3]。

## 広告活動
2018年よりメジャーリーグベースボールのロサンゼルス・エンゼルスとパートナーシップ契約を結んでおり、同球団のホームゲームにおいてホームプレート後方に看板が掲出されている。

## 拠点一覧
- 昭島事業所（東京都昭島市武蔵野3-1-1）
- 本社営業部門（東京都目黒区青葉台3-1-19）
- 大阪支店（大阪府大阪市西区江戸堀1-9-1）
- 中部支店（愛知県豊田市西町4-25-18）
- 仙台営業所（宮城県仙台市青葉区本町2-3-10）
- 宇都宮営業所（栃木県宇都宮市東宿郷3-1-7）
- 福岡営業所（福岡県福岡市博多区御供所町1-1）

## 国内グループ会社
- 弘前航空電子（青森県弘前市大字清野袋5-5-1）
- 山形航空電子（山形県新庄市泉田字高台新田4102-6）
- 富士航空電子（山梨県上野原市上野原8154-35）
- 信州航空電子（長野県下伊那郡松川町上片桐800）
- 盟友技研（福井県福井市片山町2-1）
- JAE八紘（東京都立川市栄町6-1-1）
- ニッコー・ロジスティクス（東京都昭島市武蔵野2-10-40）
- 航空電子ビジネスサポート（東京都昭島市武蔵野3-1-1）
- ニッコーフーズ（東京都昭島市武蔵野3-1-1）